# Хьюз, Клара
Кла́ра Хьюз (англ. Clara Hughes, род. 27 сентября 1972 года в Виннипеге, Канада) — канадская велогонщица и конькобежка, обладательница двух олимпийских медалей в велоспорте и четырёх олимпийских наград в конькобежном спорте. Хьюз — одна из 6 спортсменов в истории Олимпийских игр, выигрывавших награды как на летних, так и на зимних Играх в разных видах спорта, и единственная, имеющая более одной медали обеих Олимпиад. Чемпионка мира и 5-кратная призёр чемпионата мира, 4-кратная чемпионка Канады и 5-кратная призёр в конькобежном спорте, серебряная призёр чемпионата мира в велоспорте. 19-кратный чемпион страны по велоспорту.

## Биография
Клара Хьюз родилась в Виннипеге. В возрасте 9 лет её родители развелись из-за алкоголизма отца Кеннета и они с сестрой пошли по наклонной. Их маме Морин тяжело было воспитывать девочек. Клара пробовала наркотики, регулярно прогуливала школу и несколько раз убегала из дома. В 13 лет она была лидером подростковой группы и не думала даже о будущем, но вдохновленная успехами Гаэтана Буше на зимних Олимпийских играх начала заниматься конькобежным спортом в возрасте 16 лет, окончив Элмвудскую среднюю школу.
В 1990 году начала кататься на велосипеде как средство подготовки к зимним видам спорта. Показав хорошие результаты, в 1991 году перешла в велоспорт, соревнуясь как на треке, так и в шоссейных гонках. В 2000—2001 годах вернулась на конькобежный овал.

### Велоспорт
В 1991 году она завоевала серебряную медаль в треке на Панамериканских играх в Гаване и стала членом канадской национальной сборной по велоспорту. В 1995 году стала 2-й на чемпионате мира в Дуитаме в гонке с раздельным стартом и выиграла серебряную и бронзовую медали на Панамериканских играх в Мар-дель-Плате. За то время она также выиграла несколько чемпионатов Канады. 
На летних Олимпийских играх 1996 года в Атланте стала дважды бронзовой призёркой, в гонке с общим и с раздельным стартом. В 1998 года Хьюз боролась с ретрокальканеальным бурситом, заболеванием лодыжки, и временно оставила соревнования. Она возобновила свои тренировки в январе 1999 года и в том же году выиграла золото на Национальных играх. Перед Панамериканскими играми 1999 года её сбила машина во время тренировки, но она все равно участвовала в соревнованиях и заняла 7-е место в гонке на время.
На летних Олимпийских играх 2000 года в Сиднее стала 6-й в гонке с раздельным стартом. В 2002 году на Играх Содружества в Манчестере она выиграла в треке бронзовую медаль в гонке по очкам и золотую медаль в шоссейной индивидуальной гонке, а в 2003 году стала серебряным призёром на Панамериканских играх в Санто-Доминго в индивидуальной гонке и победила в треке в гонке  по очкам и прекратила участие в велогонках.
В ноябре 2010 года, в возрасте 38 лет, Хьюз объявила о возвращении в велоспорт и желании выступить на Олимпиаде 2012 года в Лондоне. В 2011 году выиграла на Панамериканском чемпионате в Медельине гонку с общим и раздельным стартом и групповую гонку. В сентябре 2011 года на чемпионате мира по шоссейным велогонкам заняла 5-е место в гонке с раздельным стартом.
В июне 2012 года Хьюз была включена в сборную Канады на летние Олимпийские игры в Лондоне и в возрасте почти 40 лет приняла участие как в гонке с раздельным стартом, заняв 5-е место, так и в групповой гонке, где заняла 32-е место среди 66 участников. Сказались последствия травмы спины, которую она получила в аварии во время национальных игр в Квебеке, в мае прошлого года.

### Конькобежный спорт

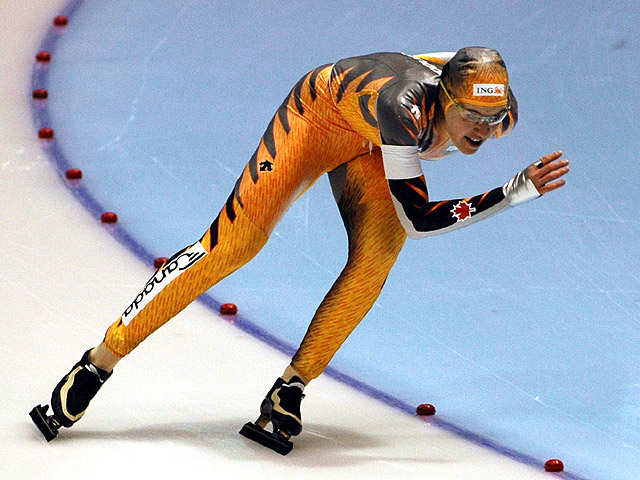
Клара Хьюз на конькобежном овале в Херенвене

Клара вернулась в конькобежный спорт в сезоне 2000/2001, хотя продолжала до 2003 года участвовать в соревнованиях велосипедистов. Уже в 2001 году участвовала на чемпионате мира на отдельных дистанциях в Солт-Лейк-Сити и заняла 11-е место в гонке на 3000 м. На Олимпийских играх 2002 года в Солт-Лейк-Сити стала 10-й на дистанции 3000 м, и завоевала бронзовую медаль на дистанции 5000 м.  
Она стала второй конькобежкой в истории после Кристы Лудинг, кто завоевывал медали летних и зимних Олимпиад. В сезоне 2002/03 впервые выиграла дистанцию 3000 м на этапе Кубка мира в Эрфурте, выиграла чемпионат Канады в многоборье и на чемпионате мира в классическом многоборье в Гётеборге заняла 6-е место. На чемпионате мира в Берлине стала 2-й в забеге на 5000 м.
В 2004 году стала чемпионкой мира в забеге на 5000 м на чемпионате мира на отдельных дистанциях в Сеуле, опередив Гретху Смит и Клаудию Пехштайн, а через год на чемпионате мира в Инцелле стала серебряным призёром в командной гонке и бронзовым в беге на 5000 м. В том же году Хьюз установила лучшее достижение на неолимпийской дистанции 10000 м с результатом 14:19,73 сек. Спустя год её рекорд побила Мартина Сабликова.

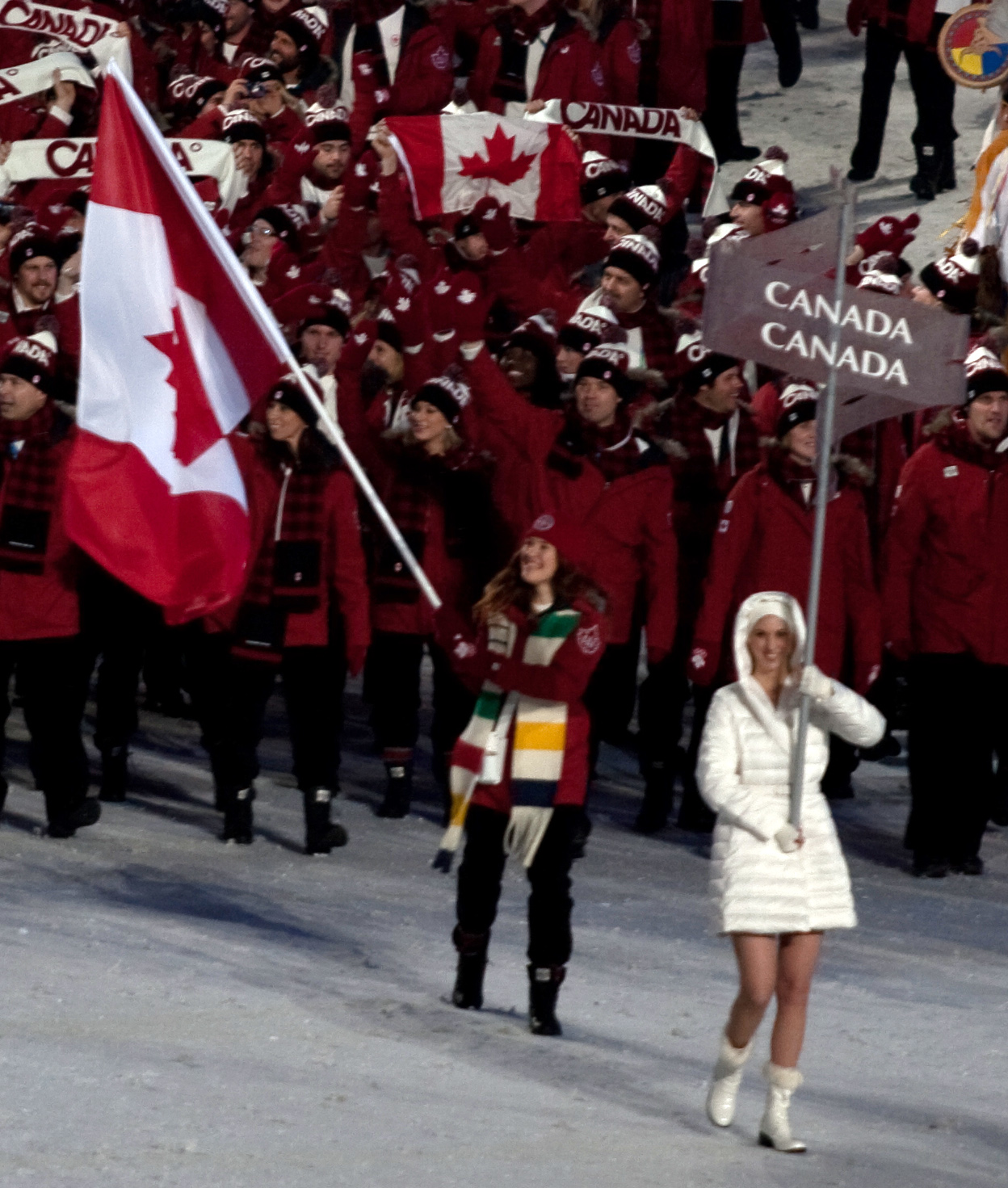
Клара Хьюз на церемонии открытия игр 2010

На Олимпийских играх 2006 года в Турине стала олимпийской чемпионкой на дистанции 5000 м, опередив знаменитую немку Клаудию Пехштайн на 1,01 сек, следом завоевала серебро в командной гонке (золото досталось немкам), а также заняла 9-е место в забеге на 3000 м. В сезоне 2006/07 она одержала победу на чемпионате Канады на дистанции 3000 м. На чемпионате мира в Херенвене заняла 17-е место в сумме многоборья.
В 2008 году Хьюз стала 11-й в многоборье на чемпионате мира в Берлине и выиграла серебряную медаль в забеге на 5000 м на чемпионате мира на отдельных дистанциях в Нагано. В 2009 году на чемпионате мира в Хамаре она заняла только 19-е место в многоборье.
В марте 2009 на чемпионате мира на отдельных дистанциях в Ричмонде завоевала очередную серебряную медаль на дистанции 5000 м. Хьюз была удостоена чести нести флаг Канады во главе национальной сборной на церемонии открытия домашних зимних Олимпийских игр 2010 года в Ванкувере. На дистанции 3000 м стала 5-й. Последним забегом в конькобежной карьере канадки стал забег на 5000 м, где она стала 3-й после Мартины Сабликовой и Штефани Беккерт.

### Личная жизнь и семья
Клара Хьюз закончила Элмвудскую среднюю школу в Эдмонтоне в 1988 году. Она является послом организации "Право на игру" среди спортсменов, а в 2012 году вошла в её международный совет директоров. Она замужем за Питером Гусманом, с которым познакомилась в 1996 году. Живут в Канморе, провинции Альберта. Вместе с мужем любят пешие туристические походы. Она является лицом "Bell Let's Talk" с 2010 года, программы связанной с психическими заболеваниями. Клара защитила докторскую диссертацию по спортивной психологии. В 2015 году написала книгу "Open Heart, Open Mind" Является спикером по защите психического здоровья.

## Награды
- Лауреат премии "Дух спорта" от Канадской спортивной премии.
- 2006 год - лауреат премии "Спорт и сообщество" от МОК
- 2006 год - названа членом ордена Манитобы
- 2007 год - названа офицером ордена Канады
- 2010 год - введена в зал Аллеи Славы Канады[11]
- 2010 год - введена в Спортивный зал Славы Канады[12]
- 2013 год - внесена в Спортивный зал Славы Гамильтона[13]
- 30 июня 2014 - награждена Крестом за заслуги перед гражданской службой.